# ホームタンク

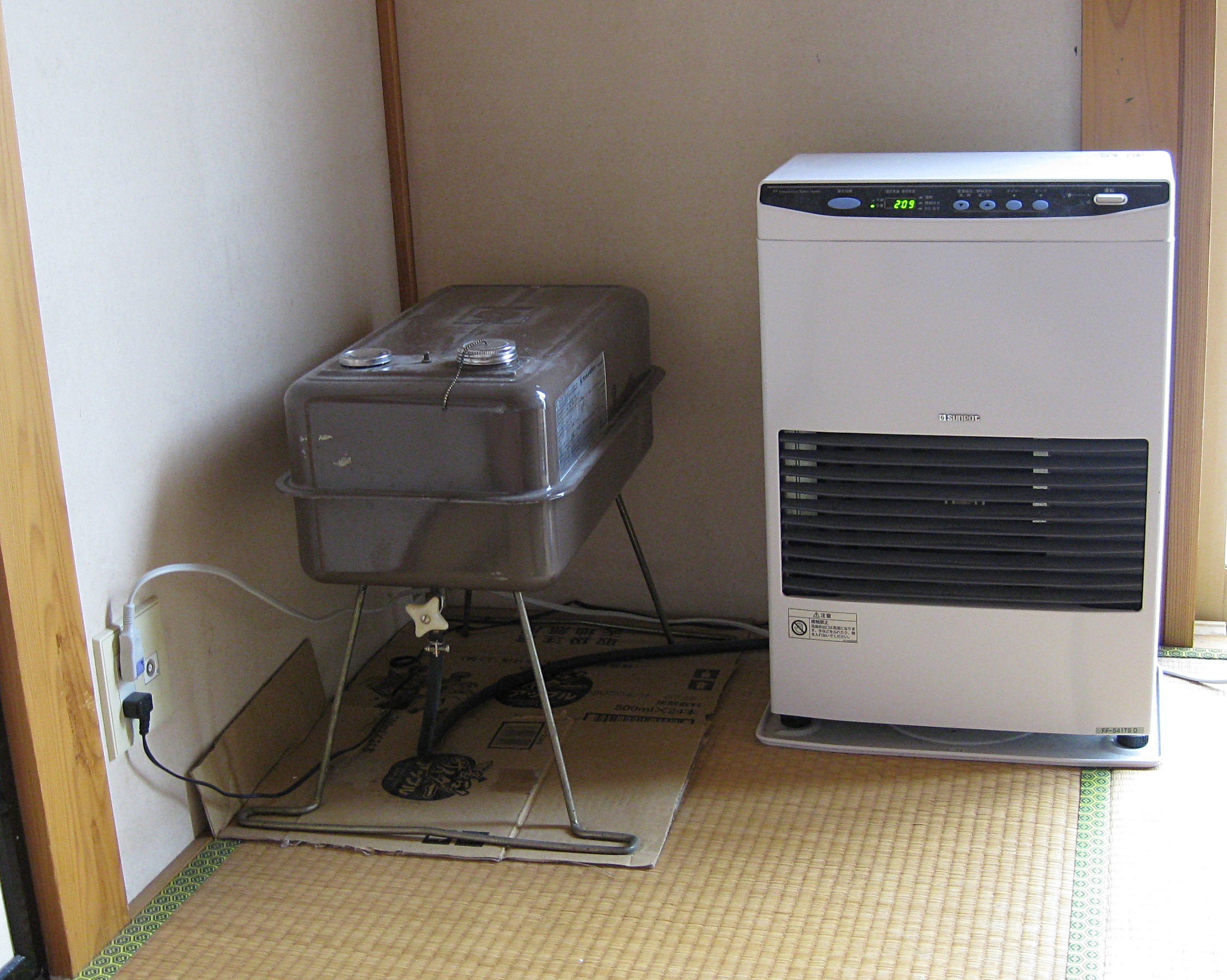
石油ファンヒーターへ接続された屋内設置型の小型ホームタンク

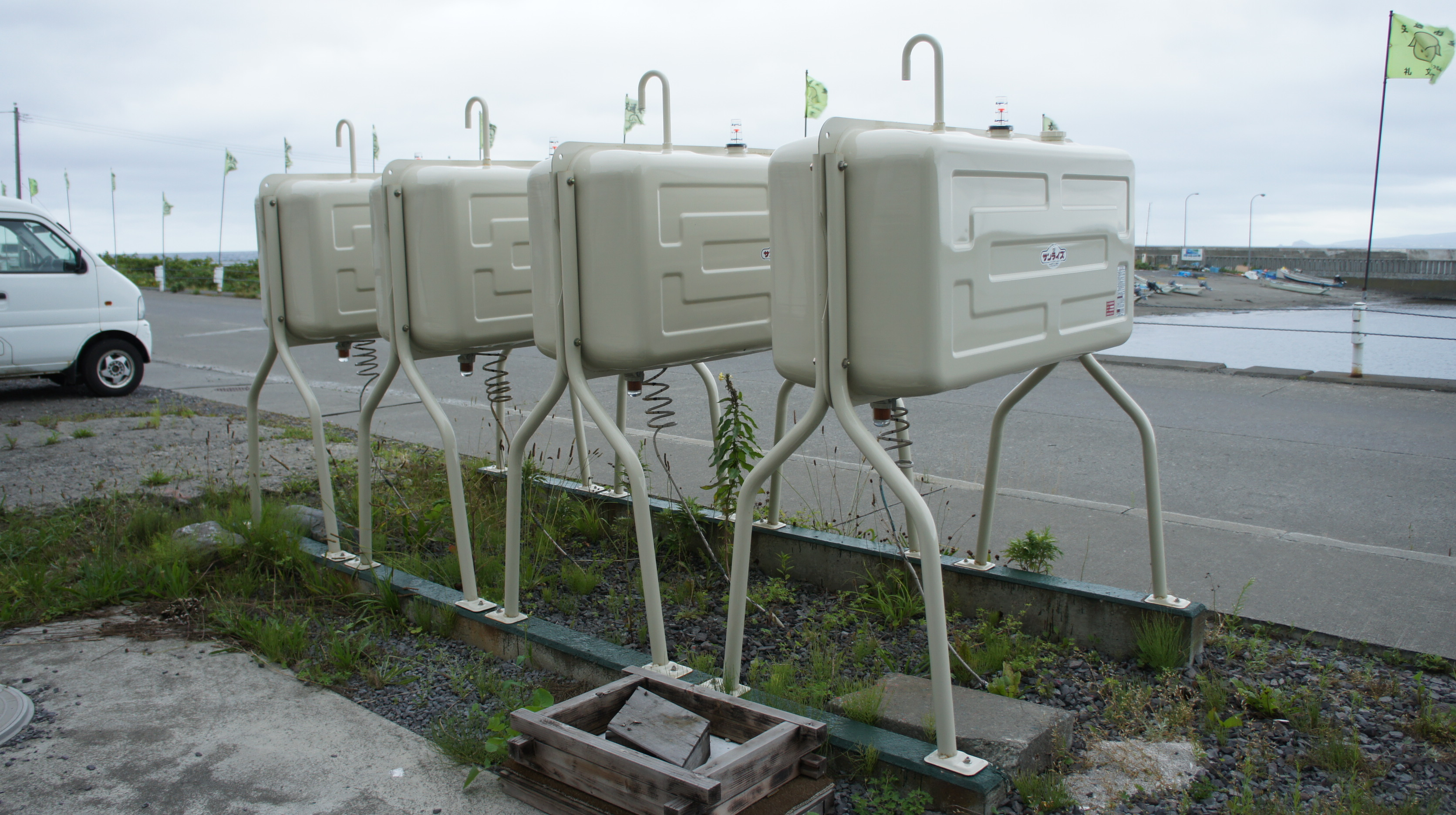
屋外ホームタンク

ホームタンクは、一般家庭（特に一軒家）において主に灯油貯蔵用に使用される容器のうち、固定式のものを指す名称である。
一般には屋外に設置される90〜1000リットルクラスのものを指すことが多いが、屋内設置型のものも存在する。

## 概要
材質としてはステンレスや亜鉛メッキが施された鋼板などが使われることが多いが、地下埋設タイプの場合にはFRP製のものも使われる。
日本においては消防法及び危険物の規制に関する政令（昭和34年政令第306号）の規制により、灯油を家庭に貯蔵する場合の上限（指定数量）は1000リットルと定められているほか、都道府県・市町村単位で火災予防条例が定められている場合には上限がそれ以下となる場合も多いため、実際に設置可能なホームタンクの容量は自治体によって異なる。
通常ホームタンクにはホース類が接続され、家庭内にある据置型の石油ストーブやボイラー類に自動的に給油が行われるような構成を取るケースが一般的。積雪地・寒冷地では冬季の石油消費量が多いために屋外に大型のものを設置していることが多い。北海道では一世帯あたりの灯油の消費量が年間約2000リットル弱にも及ぶため、各家庭に大型の屋外型ホームタンクが常備され、秋・冬には定期的にタンクローリーによる給油を受けるケースが見受けられる。
2003年から2008年にかけての原油価格高騰に伴い灯油価格が高騰し、屋外に設置されているホームタンクから灯油を盗まれる被害が増加しているため、最近ではホームタンクの給油口に鍵を取り付けるためのキット類、また自動車の給油口同様の錠付きキャップ（対応するタンクが必要）等も登場している。
また老朽化した屋外設置のホームタンクから灯油が漏洩し、火災の原因となったり、漏れた灯油が土壌や地下水・農業用水などを汚染するといった問題も増加傾向にあり、自治体側では定期的な点検・メンテナンスを呼びかけている。